# Mimectatina truncatipennis
Mimectatina truncatipennis là một loài bọ cánh cứng trong họ Cerambycidae.